# Пача (Вологодская область)
Пача — деревня в Шекснинском районе Вологодской области. Административный центр сельского поселения Железнодорожного и Железнодорожного сельсовета.
Расстояние до районного центра Шексны по автодороге — 18 км. Ближайшие населённые пункты — Четвериково, Шайма, Соколово.
По переписи 2002 года население составляло 446 человек (212 мужчин, 234 женщины). Преобладающая национальность — русские (98 %).